# بندستان
بندستان هي قرية في مقاطعة نائين، إيران. عدد سكان هذه القرية هو 14 في سنة 2006.